# Пузырёво (Новгородская область)
Пузырёво — деревня в Окуловском муниципальном районе Новгородской области относится к Турбинному сельскому поселению.

## Географическое положение
Деревня Пузырёво находится на южном и восточном берегах озера Путиловское, в 7 км к северо-востоку от деревни Мельница, в 12 км к югу от города Окуловка.
Деревня Пузырёво расположена на Валдайской возвышенности, на севере территории Валдайского национального парка.
В 1 км к северу от Пузырёво, на южном и восточном берегах озера Кривцово, находится деревня Ореховно-1.

## Население
В 2002 году — 161 человек.
| 2002 | 2009 | 2010 | 2011 |
| ---- | ---- | ---- | ---- |
| 161  | ↘139 | ↘97  | ↗133 |

## История
В 1495 деревня Пузырёво (3 двора, 2 обжи) находилась в Ситенском погосте Деревской пятины Новгородской земли во владении братьев Балкашиных.
Сельцо Пузырёво отмечено на картах 1787, 1788, 1792, 1812, 1816, 1826—1840 годов.
С начала XIX века до 1924 сельцо Пузырёво находилось в Боровенской волости, а в 1925—1927 — в Лучкинской(Локотской) волости Валдайского уезда Новгородской губернии.
В конце XIX века в Пузырёве было 9 домов и более 30 жителей, усадьба и хозяйство статского советника Николая Степановича Петлина. При усадьбе был винокуренный завод (8 работников), основанный в 1875 году. В 1897 году усадьбой владел коллежский асессор Порфирий Андреевич Чернышов, переоборудовал завод в древесно-картонную фабрику (40 рабочих в 1898 году, 250 рабочих в 1908 году).
В 1908 усадьбой Пузырёво владел С. Н. Сыромятников. Было 10 дворов с 8 домами и населением 84 человека.
В 1918—1928 Пузырёво входило в Кривцовский сельсовет, в 1927 включённый в состав новообразованного Окуловского района.
В 1928 Кривцовский сельсовет был упразднён, а деревня Пузырёво вошла в Варгусовский сельсовет, с центром в деревне Варгусово.
В 1959 деревня Пузырёво передана в Турбинный сельсовет.

## Люди, связанные с деревней
В начале XX века усадьбу Пузырёво приобрёл писатель и журналист Сергей Николаевич Сыромятников, c 1916 года поселился здесь. С июля 1917 года возглавлял Боровёнскую волостную земскую и продовольственную управы, сам он переселяется на хутор Ореховно-1, а на базе усадьбы Пузырёво было организовано одно из первых советских имений «Пузырёво» (затем — совхоз «Путиловец»), в феврале 1918 года Сыромятников был арестован и отстранён от руководящей работы. Затем он работал учителем иностранных языков в Бологом, в Институте восточных языков в Петрограде. Постановлением президиума ВЦИК от 15 марта 1926 года в награду за научные труды хутор Ореховно-1 был передан С. Н. Сыромятникову в пожизненное пользование. Умер Сергей Николаевич в 1933 году в Ленинграде.